# Porla

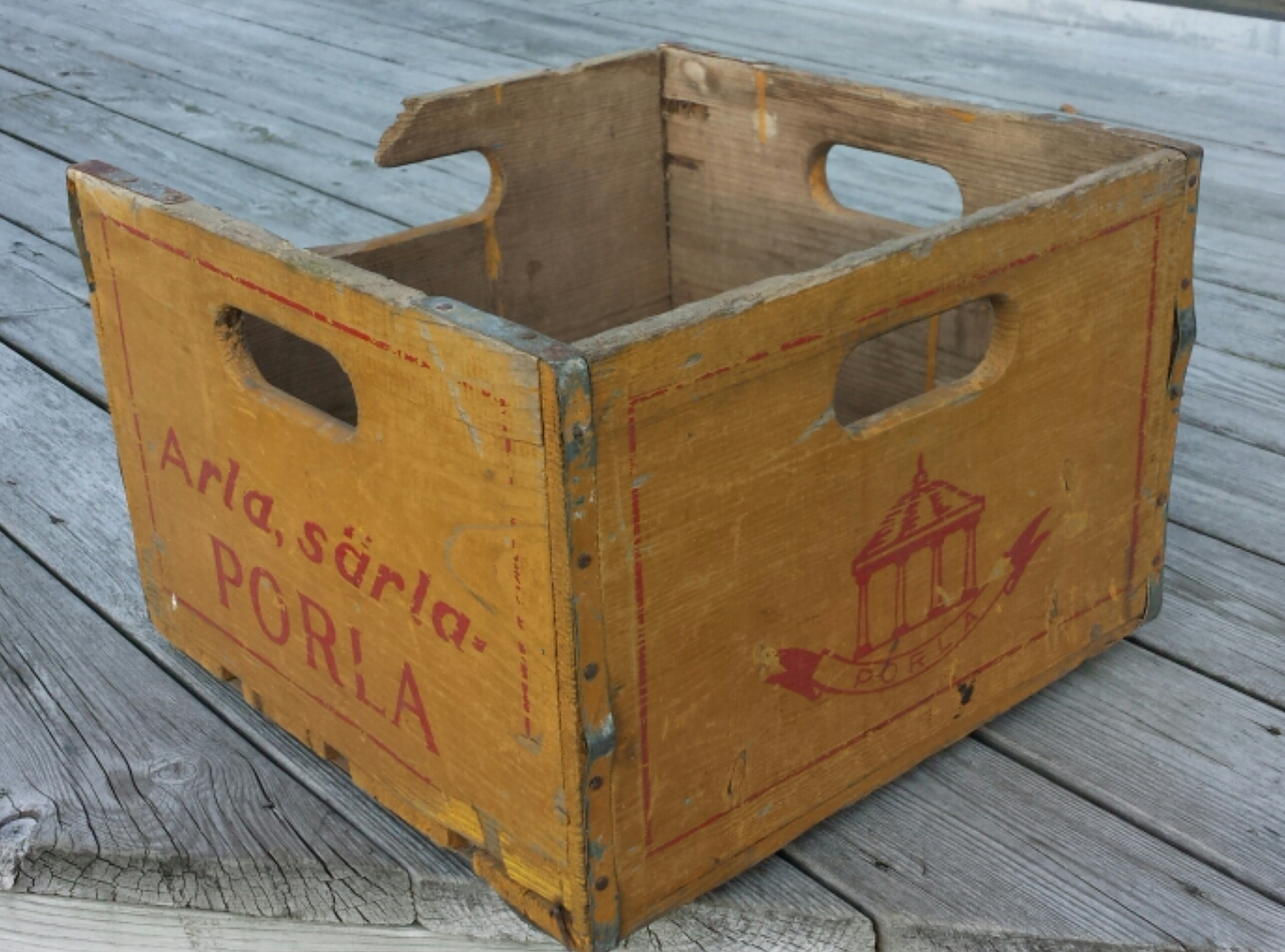
Drickaback från första halvan av 1900-talet.

Porla är ett mineralvatten tappat från Porla brunn vid Porla vattenfabrik. Mineralvattnet har tappats sedan 1724, och började säljas på flaska i början av 1920-talet.
Vattnet såldes länge under devisen "Arla, särla, Porla".